# Променлив ток
Променливият ток (на английски: alternating current, международно означение АС) е електрически ток, който изменя периодично във времето своята големина и посока. Честотата на промяна на посоката на тока се измерва в херцове (Hz). В практиката променливият ток бива монофазен и трифазен. Монофазният се използва за битовата електрическа мрежа, трифазният – за промишлеността, тъй като е удобен за захранване на електрически асинхронни двигатели. Променливият ток се произвежда чрез електрически машини, които превръщат механичната енергия на въртене в електрическа енергия, използвайки принципа на електромагнитната индукция. Тези машини се наричат генератори. Променливият ток може да служи като преносител на енергия и като носител на информация (например аудио или радио сигнал). За да се осъществи това, сигналът трябва първо да бъде модулиран. В електроразпределителната мрежа в Европа за домакински нужди тече еднофазен променлив ток с честота 50 Hz и напрежение 230 V, в САЩ честотата е 60 Hz при напрежение 110 V, а Япония използва и двата вида мрежи – 50 и 60 Hz.
Във военната, авиационната, космическата, морската и текстилната техника се използват също 400 Hz или по-високи честоти, които дават възможност за по-малки габарити и тегло на електрическите двигатели при запазване на същата мощност.

## Коаксиални кабели
При честоти, по-големи от 1 GHz (гигахерц), незащитените проводници губят твърде много енергия, отделяща се като електромагнитно поле, затова се използват коаксиални кабели. Коаксиалните кабели се състоят от разположен по оста на кабела проводник, обхванат от екран под формата на тръба, отделени от диелектричен слой. Токът, който тече във вътрешния проводник, е равен и обратен на този, който тече в екрана (външната част от кабела). Електромагнитното поле се запазва напълно в кабела и не се отделя енергия извън него. Коаксиалните кабели имат значително по-малко загуби за честоти до 20 GHz. За микровълновите честоти, по-високи от 20 GHz, загубите (дължащи се предимно на разпръскващия фактор на диелектрика) стават твърде големи. Тогава вече се ползват вълноводи.